# Carnation (Washington)

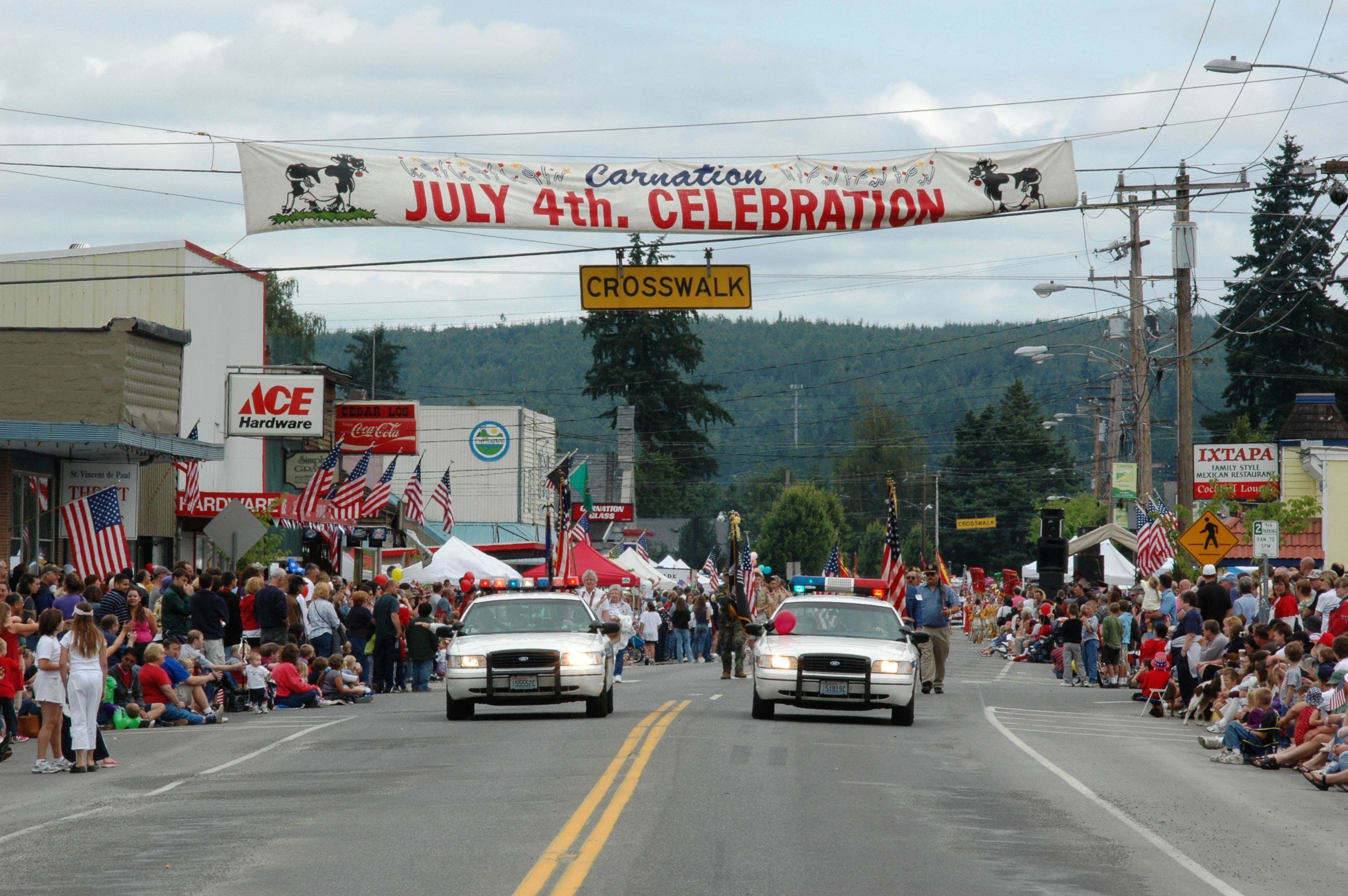

Carnation es una ciudad ubicada en el condado de King en el estado estadounidense de Washington. En el año 2000 tenía una población de 1.893 habitantes y una densidad poblacional de 667,3 personas por km².

## Geografía
Carnation se encuentra ubicada en las coordenadas 47°38′54″N 121°54′31″O / 47.64833, -121.90861. Los ríos Snoqualmie y Tolt lo rozan por el oeste y por el sur respectivamente.

## Demografía
Según la Oficina del Censo en 2000 los ingresos medios por hogar en la localidad eran de $60.156, y los ingresos medios por familia eran $64.167. Los hombres tenían unos ingresos medios de $46.667 frente a los $33.281 para las mujeres. La renta per cápita para la localidad era de $21.907. Alrededor del 6,7% de la población estaban por debajo del umbral de pobreza.